# Liste der portugiesischen Botschafter in Kap Verde
Die Liste der portugiesischen Botschafter in Kap Verde listet die Botschafter der Republik Portugal in Kap Verde auf. Die Kapverdischen Inseln waren seit ihrer Entdeckung im Jahr 1445 Portugiesische Kolonie. Nach der Nelkenrevolution 1974 entließ die neue Regierung in Portugal das Land am 5. Juli 1975 in die Unabhängigkeit und nahm danach diplomatische Beziehungen auf.
Die Botschaft Portugals in der kapverdischen Hauptstadt Praia sitzt in der Avenida OUA, im Stadtteil Achada de Santo António.
Zudem bestehen zwei portugiesische Honorarkonsulate in Mindelo und auf der Insel Sal.

## Missionschefs
| Name                                                     | Bild      | Amtszeit                              | Anmerkungen                                                                                    |
| Kap Verde                                                | Kap Verde | Kap Verde                             | Kap Verde                                                                                      |
| -------------------------------------------------------- | --------- | ------------------------------------- | ---------------------------------------------------------------------------------------------- |
| Manuel António Pacheco Jorge Barreiros                   |           | 6. Juli 1975 –13. Juni 1977           | Übergangs-Geschäftsträger; bereits seit dem 30. Juni 1975 Leiter der Botschaft                 |
| José Manuel Borges Gama Cornélio da Silva                |           | 16. Juni 1977 –18. Juli 1979          | erster Botschafter Portugals in Kap Verde; bereits seit dem 13. Juni 1977 Leiter der Botschaft |
| Filipe Augusto Ruivo Guterres                            |           | 18. Juli 1979 –1. November 1979       | Übergangs-Geschäftsträger                                                                      |
| Duarte Vaz Pinto da Fonseca de Sá Pereira e Castro       |           | 17. November 1979 –19. Januar 1982    | bereits seit dem 3. November 1979 Leiter der Botschaft                                         |
| Afonso Maria Teixeira da Mota                            |           | 20. Januar 1982 –1. August 1983       | Übergangs-Geschäftsträger                                                                      |
| António Baptista Martins                                 |           | 10. August 1983 –26. Februar 1986     | bereits seit dem 1. August 1983 Leiter der Botschaft                                           |
| José Custódio de Freitas Fernandes Fafe                  |           | 3. April 1986 –27. November 1990      | bereits seit dem 19. März 1986 Leiter der Botschaft                                            |
| João Manuel Guerra Salgueiro                             |           | 28. November 1990 –29. September 1993 | bereits seit dem 27. Oktober 1990 Leiter der Botschaft                                         |
| Carlos Manuel Folhadela Macedo de Oliveira               |           | 29. September 1993 –16. Dezember 1993 | Übergangs-Geschäftsträger                                                                      |
| Eugénio Maria Nunes Anacoreta Correia                    |           | 2. März 1994 –17. Januar 1999         | bereits seit dem 16. Februar 1994 Leiter der Botschaft                                         |
| Rui Quartin Santos                                       |           | 19. Februar 1999 –12. Mai 2002        | bereits seit dem 10. Februar 1999 Leiter der Botschaft                                         |
| Francisco Maria de Sousa Ribeiro Telles                  |           | 30. September 2002 –7. Januar 2007    |                                                                                                |
| Maria da Graça Reynaud Campos Trocado Andersen Guimarães |           | 11. Januar 2007 –20. April 2011       |                                                                                                |
| Bernardo Fernandes Homem de Lucena                       |           | 6. Oktober 2011 –21. Januar 2016      | bereits seit dem 28. September 2011 Leiter der Botschaft                                       |
| Helena Alexandra Andrade Furtado de Paiva                |           | seit 31. Mai 2016                     | bereits seit 12. April 2016 Leiterin der Botschaft                                             |